# Isla de Bathurst (Canadá)
La isla de Bathurst es una isla canadiense deshabitada que forma parte del archipiélago de las islas de la Reina Isabel. Administrativamente, pertenece al territorio autónomo de Nunavut. 

## Geografía
La isla de Bathurst está en la parte suroriental del archipiélago de las islas de la Reina Isabel, rodeada de islas por todos los vientos: al sur, isla Príncipe de Gales; al este, isla Cornwallis, isla Pequeña Cornwallis e isla Devon; al oeste, isla Byam Martin e isla Melville; y, al norte, en el;extremo noriental, muy próximas y casi paralelas, el grupo de isla Alexander, isla Massey, isla Vanier e isla Cameron; y en la parte noriental, las pequeñas isla Helena, islas Hesken e isla Sherard Osborn. Tiene una superficie de 16 042 km², aunque si se incluyen algunas de las islas ribereñas, son unos 18 000 km². (La configuración final de la isla fue establecida en 1947, después de un vuelo de reconocimiento de la Royal Air Canadá que demostró que la península que se creía formaba la costa occidental de la isla era, en realidad, una cadena de pequeñas islas). Por tamaño, es la 5.ª isla del archipiélago de las islas de la Reina Isabel, la 13.ª de Canadá y la 54.ª del mundo.
La isla tiene una forma bastante irregular, con una longitud en dirección E-W de unos 160 km y, en sentido N-S, de unos 190 km. Un profundo entrante en la costa occidental —la bahía Grahan Moore, que discurre en dirección E-W— divide la isla casi en dos partes, dejando un pequeño istmo de apenas 26 km. A su vez, la parte septentrional está dividida en tres partes por dos grandes entrantes en dirección N-S, el Erskine Inlet y el May Inlet (en la parte oriental hay otro entrante más pequeño, el Young Inlet). 
Sus costas están bañadas, en el sur, por las aguas del pasaje Intrépido; al oeste, por las del canal Austin (que separa la isla de isla Byam Martin) y las del canal de Byam Martin (que la separa de isla Melville); al noroeste, por las aguas del Pell Inlet (que la separa de isla Alexander) y algo más al norte, en esa misma ribera oeste, por las del Erskine Inlet (que la separa del grupo de islas Alexander, Massey, Vanier y Cameron); al norte, por las aguas del estrecho Desbarats, algo alejadas y protegida en ese flanco por varias islas ribereñas (isla Helena, islas Hesken e isla Sherard Osborn, separadas de isla Melville por el estrecho de sir William Parker); al este, por las aguas del estrecho Penny (que la separan de isla Pequeña Cornwallis), luego las del canal Queens y del pasaje Berkeley, que se abren al McDougall Sound (que la separan de isla Cornwallis).
La estructura geológica compuesta de estratos sedimentarios no distorsionados tiene una influencia significativa sobre la geografía física de la isla. Consiste en una meseta de bajo relieve, inclinada hacia el sur y oeste, con pocos lugares que superan 330 m sobre el nivel del mar. Muchos afloramientos de pizarra y limos sob buenas condiciones para la creación de un buen suelo que hace posible el crecimiento de una abundante vegetación, casi exuberante para esas latitudes, que mantiene una fauna mayor que en otras islas árticas. En la isla se encuentran el Área Nacional del Paso del oso polar y el parque nacional de Tuktusiuqvialuk, establecido en 2015
La posición actual del Polo Norte Magnético se encontraba en 2005 cerca de su extremo norte, habiéndose desplazado por la isla en los años 1960 y 1970.

## Historia
La isla estuvo poblada por el pueblo thule ya desde el año 1000 —probablemente debido a que en ese periodo hubo un clima más cálido (en esa época llegaron los vikingos a Vinland)— ya que han aparecido restos en la costa oriental de la isla, en la península Gregory, en Brooman Point Village.
Fue descubierta por los occidentales por Sir William Edward Parry en el año 1819 y debe su nombre a Robert Dundas, 2.º vizconde de Bathurst y «First Sea Lord» (Primer Lord del Mar, 1812-27). En su honor también lleva su nombre la cercana isla Melville, descubierta en esa misma expedición.

## Flora y fauna
La mejor manera de apreciar la flora y fauna de esta isla es visitando el parque Tuktusiuqvialuk. 
Respecto a la flora, esta región tiene una baja diversidad de plantas vasculares y está dominada por especies herbáceas. Las plantas incluyen saxífraga púrpura, sauce enano, juncias, hierbas, líquenes y musgos. 
Respecto a fauna, las especies de vida silvestre terrestres adaptadas a este ambiente incluyen caribú Peary, muskoxen, lobos árticos, zorros árticos y especies de aves como búhos nevados, gansos de nieve, eiders rey, jaegers, así como varias gaviotas y aves playeras. Las especies marinas en el área incluyen focas anilladas, focas barbudas, osos polares, morsas, ballenas de Groenlandia, ballenas beluga y narvales. 